# Woodsia alpina
La Woodsia alpina ((Bolton) Gray, 1821) è una felce appartenente alla famiglia delle Woodsiaceae.

## Descrizione

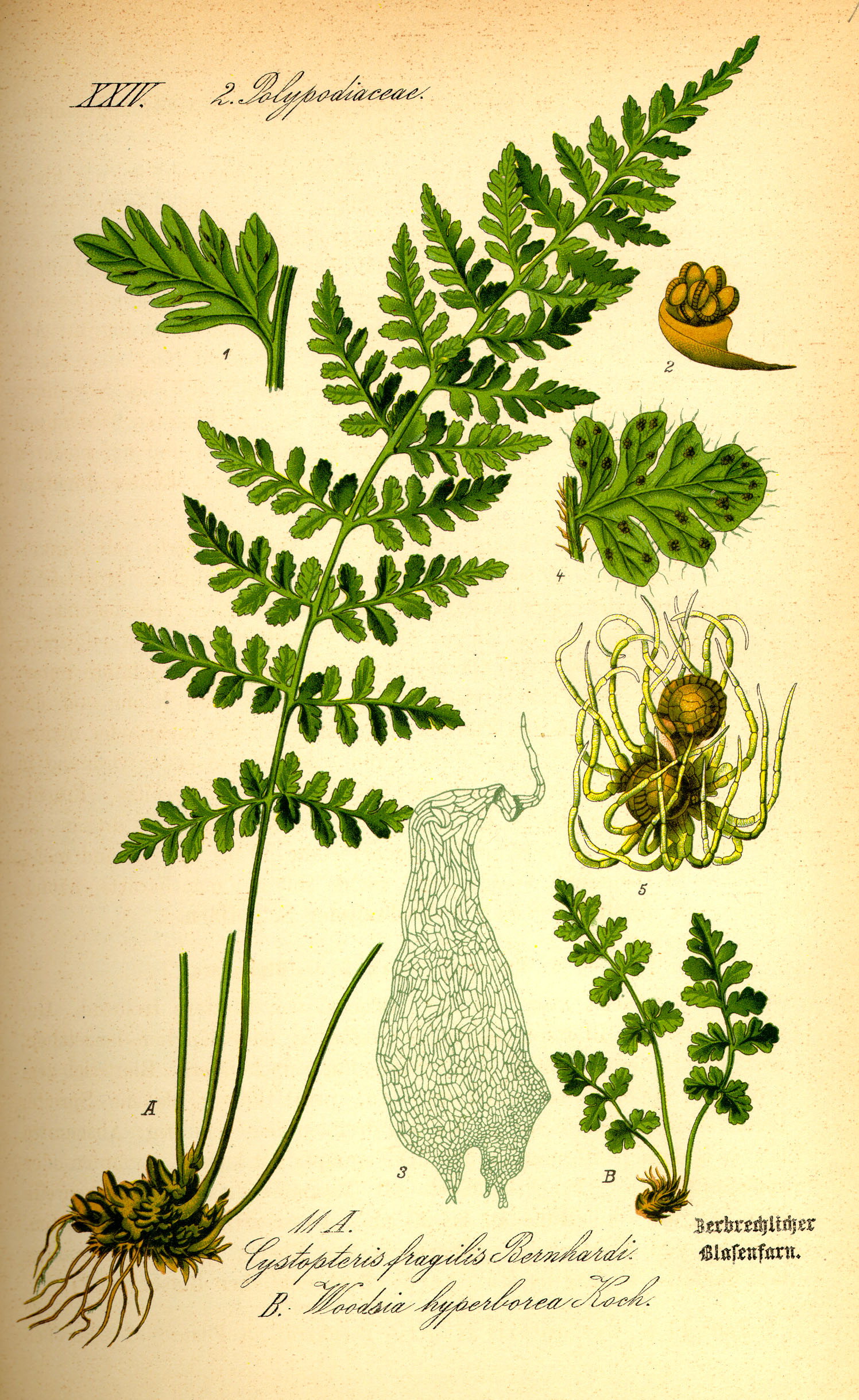
Woodsia alpina Illustrazione tratta da Otto Wilhelm Thomé: "Flora von Deutschland, Österreich und der Schweiz", Gera (1885)